# STS-127
STS-127 var en flygning i USA:s rymdfärjeprogram till den Internationella rymdstationen ISS med rymdfärjan Endeavour. Uppdraget var Endeavours tjugotredje till rymden. Den sköts upp från Pad 39A vid Kennedy Space Center i Florida den 16 juli 2009. Efter femton dagar i omloppsbana runt jorden återinträdde rymdfärjan i jordens atmosfär och landade vid Kennedy Space Center.

## Uppdragets mål
Uppdragets huvudmål var att montera de två sista delarna av Japans experimentmodul Kibō. 

## Aktiviteter

### Innan uppskjutning
Den 10 april rullade Endeavour över från sin hangar till Vehicle Assembly Building där hon blev monterad på sin externa bränsletank. Den 17 april rullade hon ut till startplatta 39B, för att stå som räddningsfärja under STS-125. Det räddningsuppdraget, som aldrig blev av, fick namnet STS-400. Endeavour flyttades till startplatta 39A den 31 maj där hon genomgick de sista förberedelserna inför sitt uppdrag STS-127.

### Aktiviteter dag för dag

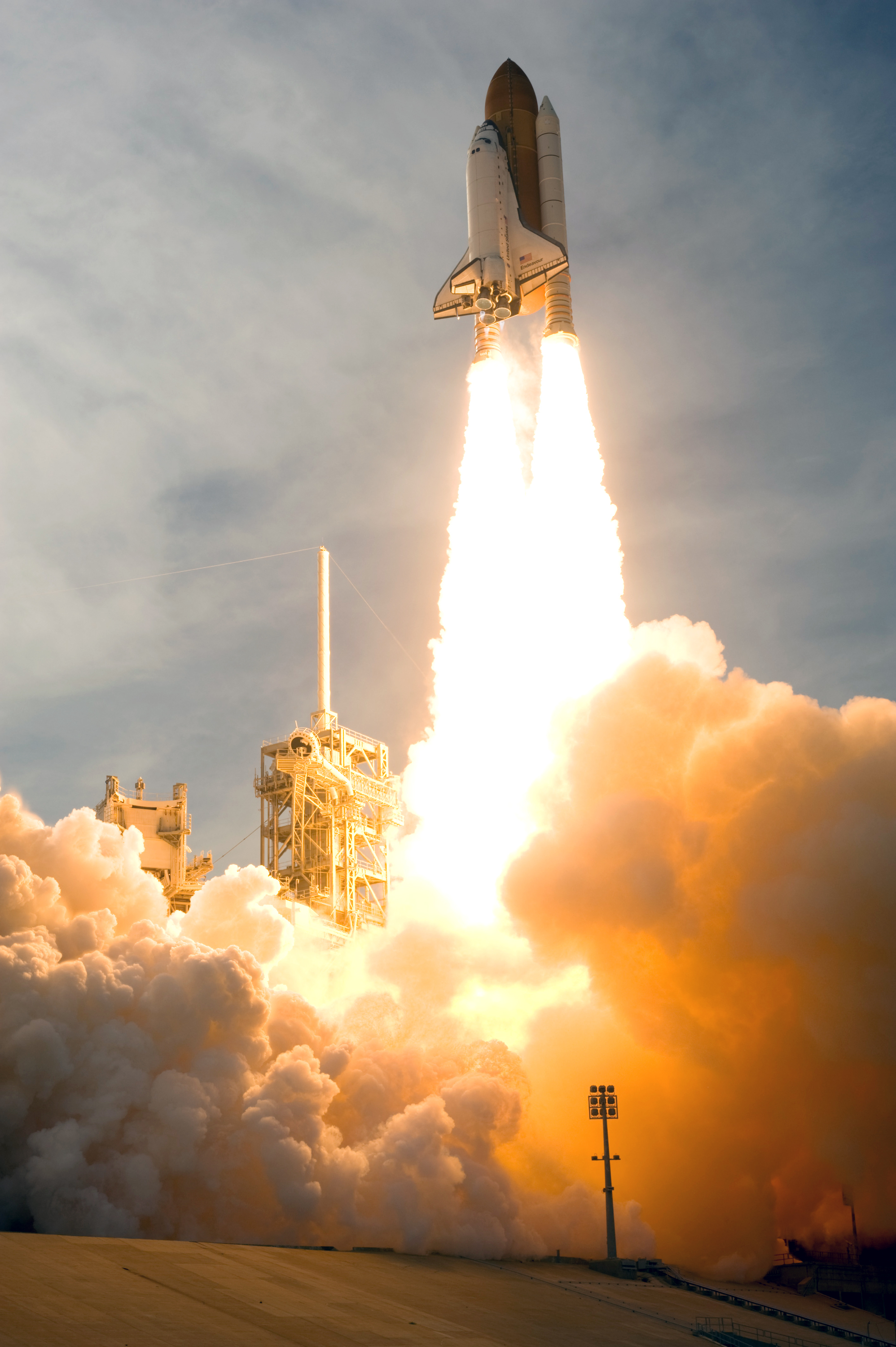
STS-127 startar från Kennedy Space Center

Dag 1: Endeavour lyfte kl. 00.03 svensk tid från Kennedy Space Center. Den 8 minuter långa färden till rymden gick enligt planerna. Besättningen öppnade sedan lastrumsdörrarna, fällde ut en antenn samt Endeavours robotarm. Bilder visade att skum fallit av den externa bränsletanken under uppskjutningen, men NASA var inte oroade utan bedömde att Endeavour skulle kunna landa normalt. Ett par dagar senare visade ytterligare undersökningar av rymdfärjan att bedömningen varit korrekt.
Dag 2: Besättningen undersökte Endeavour efter skador med hjälp av robotarmen samt förberedde dockningen med ISS.
Dag 3: Endeavour dockade med ISS kl. 19.47 svensk tid. När Endeavour befann sig under ISS genomförde befälhavare Mark Polansky en bakåtvolt så besättningen på ISS kunde ta bilder på färjans värmesköldar. Efter en välkomstceremoni förbereddes den första rymdpromenaden EVA 1.
Dag 4: Den första rymdpromenaden utfördes, se EVA 1 i avsnitt rymdpromenader nedan.  
Dag 5: En lastpall innehållande batterier till P6 truss och annan utrustning monterades till ISS med hjälp av både Canadarm2 och rymdfärjans robotarm. Endeavour blev godkänd för landning då inga allvarliga skador hade hittats. Förberedelser inför den andra rymdpromenaden EVA 2 gjordes.
Dag 6: Den andra rymdpromenaden utfördes, se EVA 2 i avsnitt rymdpromenader nedan. 
Dag 7: Utrustning överfördes mellan Endeavour och ISS. Förberedelser inför den tredje rymdpromenaden EVA 3 gjordes.
Dag 8: Den tredje rymdpromenaden utfördes, se EVA 3 i avsnitt rymdpromenader nedan. 
Dag 9: Tre experiment installerades på Kibōs terrass med hjälp av Kibōs egen robotarm. Förberedelser inför den fjärde rymdpromenaden EVA 4 gjordes.
Dag 10: Den fjärde rymdpromenaden utfördes, se EVA 4 i avsnitt rymdpromenader nedan. 
Dag 11: Besättningen hade ledig dag samt gjorde intervjuer med massmedia.
Dag 12: Besättningen fortsatte med att föra över material från Endeavour till ISS, de hade även intervju med en nyhetsbyrå samt förberedelser inför EVA 5.
Dag 13: Den femte och sista rymdpromenaden för detta uppdrag utfördes enligt planerna. Promenaden varade i nästan 5 timmar. Se EVA 5 i avsnitt rymdpromenader nedan. 
Dag 14: Endeavour kopplades loss från ISS kl. 20.26 svensk tid efter en avskedsceremoni med besättningen på ISS. Pilot Doug Hurley flög den sedvanliga turen runt ISS så besättningen kunde ta bilder från alla håll.
Dag 15: Besättningen utförde en sista kontroll av Endeavours värmeskyddspanel innan landningen.
Dag 16: Besättningen förberedde Endeavour för landning genom att bygga om mellandäcket och flygdäcket så att alla hade stolar att sitta i. Alla stolar förutom befälhavarens och pilotens viks bort under tiden i rymden men nu behövdes de igen för landningen. Robotarmen och KU-bandsantennen drogs in och lastrumsdörrarna stängdes.
Dag 17: Endeavour landade kl. 16.48 svensk tid på Kennedy Space Center, efter ett uppdrag som varade i 15 dagar och 16 timmar. Endeavour avslutade därmed STS-127 och sitt 23:e uppdrag till rymden.

### Rymdpromenader

#### EVA 1
Man installerade Kibōs "terrass EF" med hjälp av Canadarm2 samt installerade utrustning på nadir sida av P3 truss. En planerad installation av utrustning på S3 truss senarelades på grund av tidsbrist. Promenaden utfördes av Wolf och Kopra och varade i 5 timmar och 32 minuter, 58 minuter kortare än planerat.

#### EVA 2
En antenn, en kylpump och reservdelar till Canadarm2 flyttades från rymdskytteln till en extern plattform (ESP-3) på truss. ESP-3 hade tidigare blivit installerad av STS-118. Planerad installation av videoutrustning på Kibō senarelades på grund av tidsbrist. Promenaden utfördes av Wolf och Mashburn och varade i 6 timmar och 53 minuter, 23 minuter längre än planerat.

#### EVA 3
Arbete på Kibō därefter byttes två (av sex) batterier på P6 truss ut. Promenaden avkortades på grund av hög halt av koldioxid i Cassidys rymddräkt. Promenaden utfördes av Wolf och Cassidy och varade i 5 timmar och 59 minuter, 31 minuter kortare än planerat.

#### EVA 4
Återstående fyra (av sex) batterier på P6 truss byttes ut. Promenaden utfördes av Cassidy och Mashburn och varade i 7 timmar och 12 minuter, 42 minuter längre än planerat.

#### EVA 5
Underhåll på roboten Dextre och på Z1 truss. Videoutrustning, inklusive den från EVA 2 senarelagda, med mera installerades på Kibō. Den från EVA1 uppskjutna installationen på S3 truss kunde på grund av tidsbrist inte heller utföras under denna promenad, utan kom att slutföras under efterföljande uppdrag STS-128 av Christer Fuglesang  och John Olivas. Promenaden utfördes av Cassidy och Mashburn och varade i 4 timmar och 54 minuter, 51 minuter kortare än planerat.

## Besättning
- USA Mark Polansky befälhavare. Tidigare rymdresor STS-98, STS-116
- USA Doug Hurley pilot. Inga tidigare rymdresor.
- USA Christopher J. Cassidy uppdragsspecialist. Inga tidigare rymdresor.
- USA Thomas H. Marshburn uppdragsspecialist. Inga tidigare rymdresor.
- USA David A. Wolf uppdragsspecialist. Tidigare rymdresor STS-58 STS-86 STS-112
- Kanada Julie Payette uppdragsspecialist. Tidigare rymdresor STS-96

### Besättning på ISS som byttes under detta uppdrag
- USA Timothy Kopra reste med Endeavour till ISS Expedition 20.
- Japan Koichi Wakata reste med Endeavour tillbaka till jorden efter Expedition 20 (och 18 och 19).

## Väckningar
Under Geminiprogrammet började NASA spela musik för besättningar och sedan Apollo 15 har man varje "morgon" väckt besättningen med ett musikstycke, särskilt utvalt antingen för en enskild astronaut eller för de förhållanden som råder.
| Dag | Låt                               | Artist/Kompositör      | Spelad för             | Länk    |
| --- | --------------------------------- | ---------------------- | ---------------------- | ------- |
| 2   | “These Are Days”                  | 10,000 Maniacs         | Timothy Kopra          | wav mp3 |
| 3   | “Here Comes the Sun”              | The Beatles            | Mark Polansky          | wav mp3 |
| 4   | “Home”                            | Marc Broussard         | David Wolf             | wav mp3 |
| 5   | “Learning to Fly”                 | Tom Petty              | Christopher Cassidy    | wav mp3 |
| 6   | “Thunderbirds March”              | Barry Gray             | Julie Payette          | wav mp3 |
| 7   | “Life Is a Highway”               | Rascal Flatts          | Tom Marshburn          | wav mp3 |
| 8   | “Santa Monica”                    | Everclear              | Doug Hurley            | wav mp3 |
| 9   | “Tiny Dancer”                     | Elton John             | Mark Polansky          | wav mp3 |
| 10  | “Wish You Were Here”              | Pink Floyd             | David Wolf             | wav mp3 |
| 11  | “In Your Eyes”                    | Peter Gabriel          | Tom Marshburn          | wav mp3 |
| 12  | “Dixit Dominus”                   | Georg Friedrich Händel | Julie Payette          | wav mp3 |
| 13  | “On the Sunny Side of the Street” | Steve Tyrell           | Mark Polansky          | wav mp3 |
| 14  | “Proud to Be an American”         | Lee Greenwood          | Christopher J. Cassidy | wav mp3 |
| 15  | “Yellow”                          | Coldplay               | Doug Hurley            | wav mp3 |
| 16  | “I Got You Babe”                  | Sonny & Cher           | Koichi Wakata          | wav mp3 |
| 17  | “Beautiful Day”                   | U2                     | Tom Marshburn          | wav mp3 |

## Galleri
- Video som visar starten.

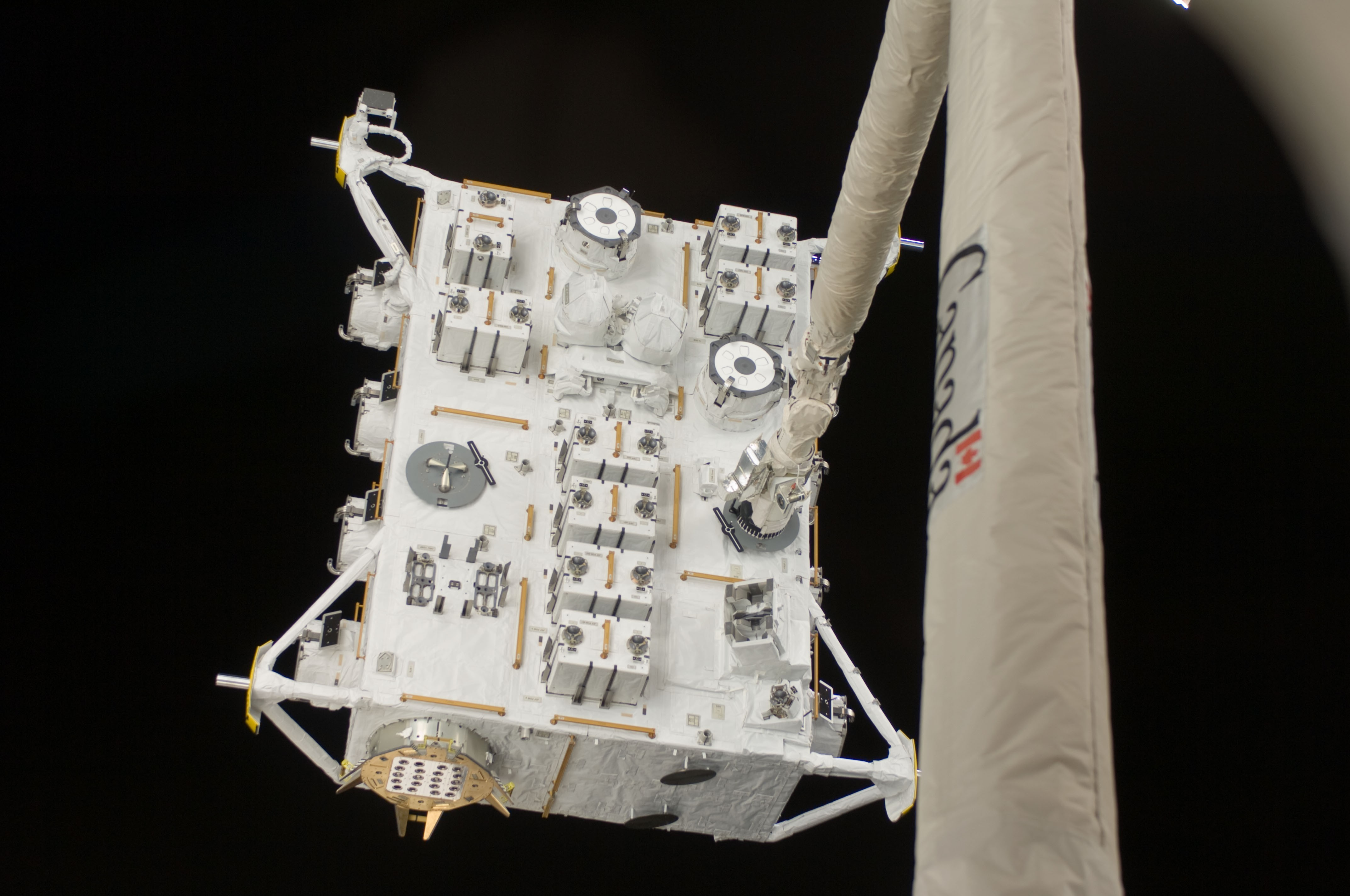
Endeavours robotarm lyfter Kibōs terrass under dag 4.
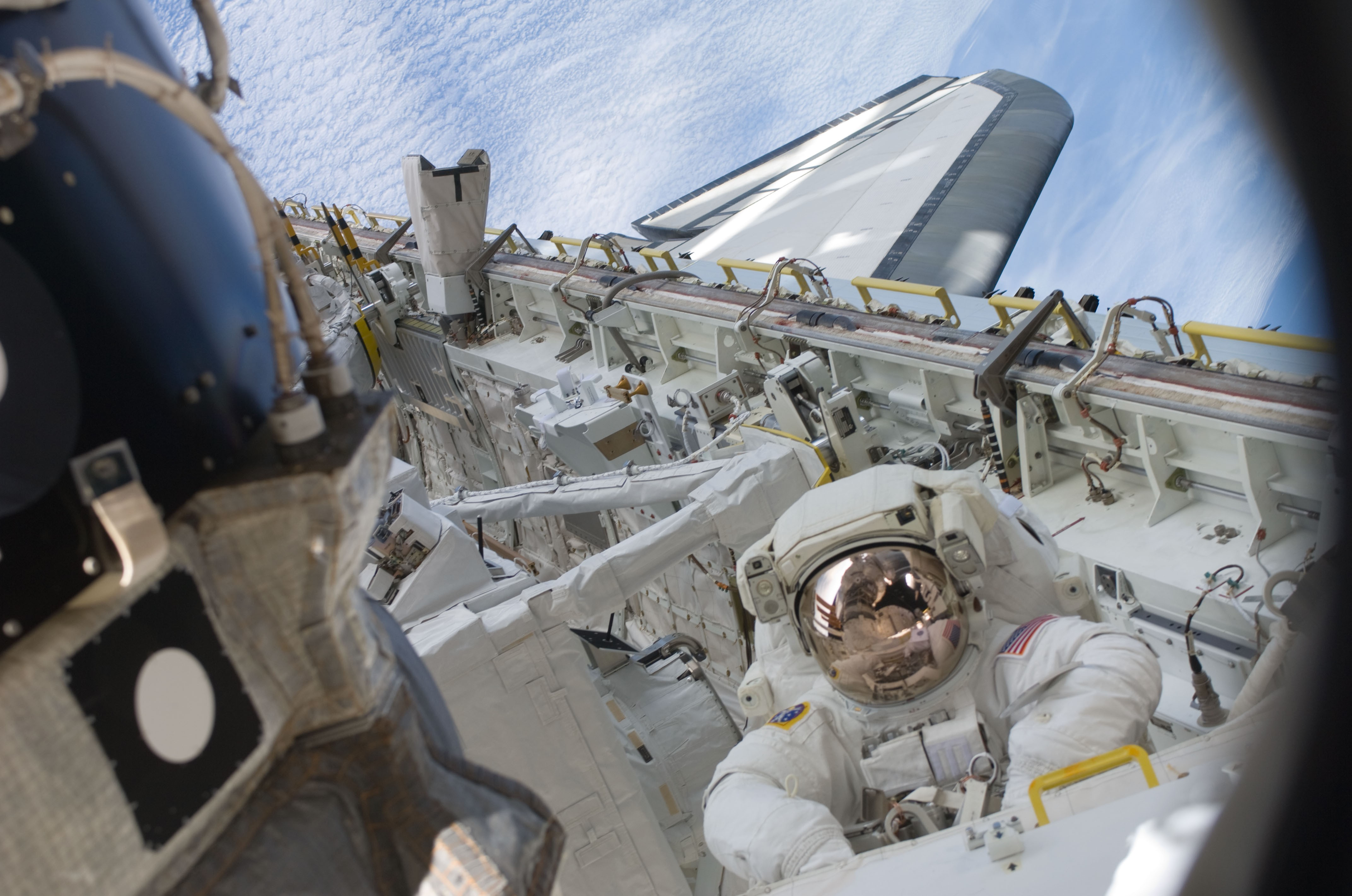
Kopra under EVA 1.
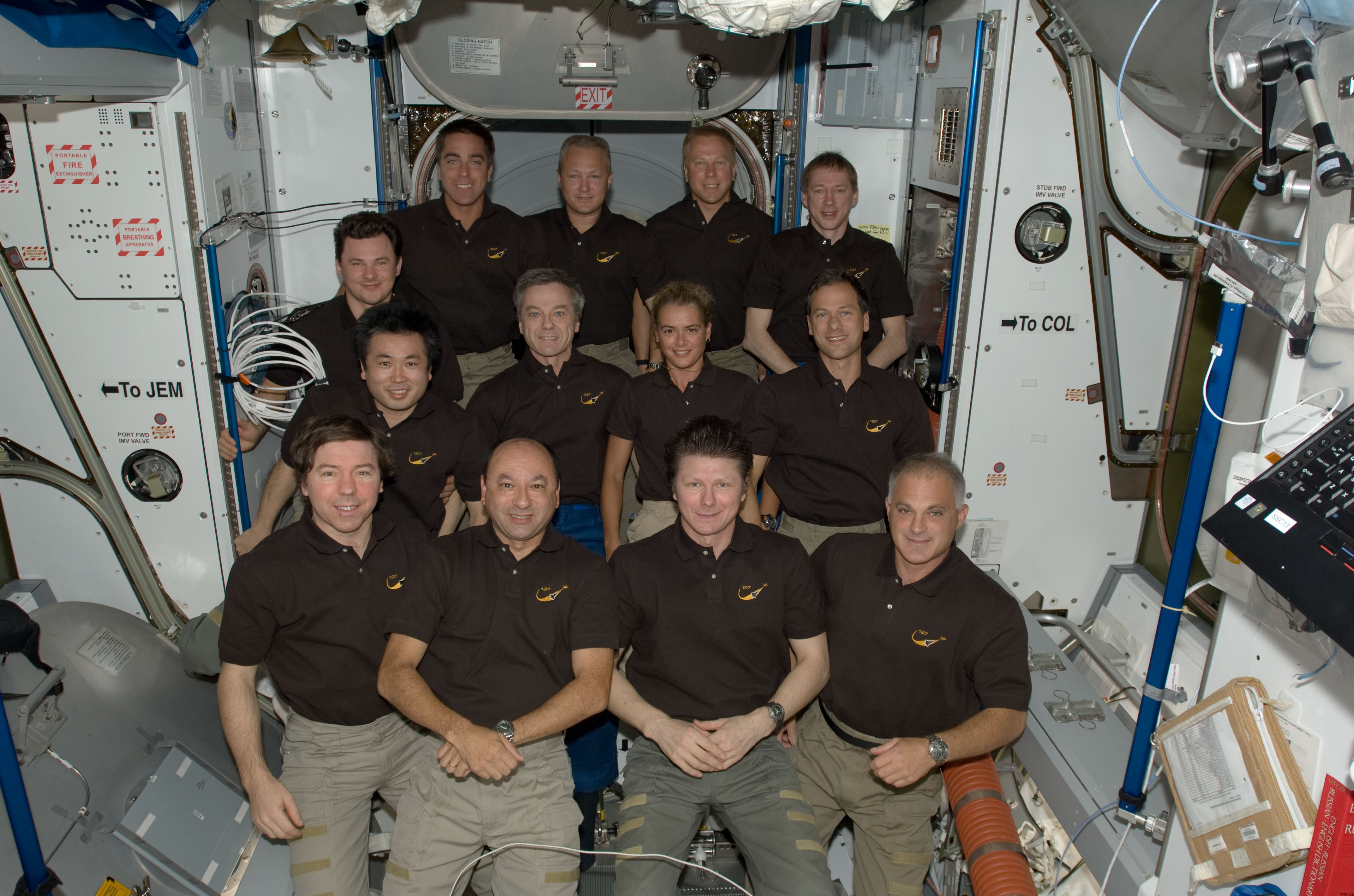
ISS och Endeavours besättningar poserar i servicmodulen Harmony
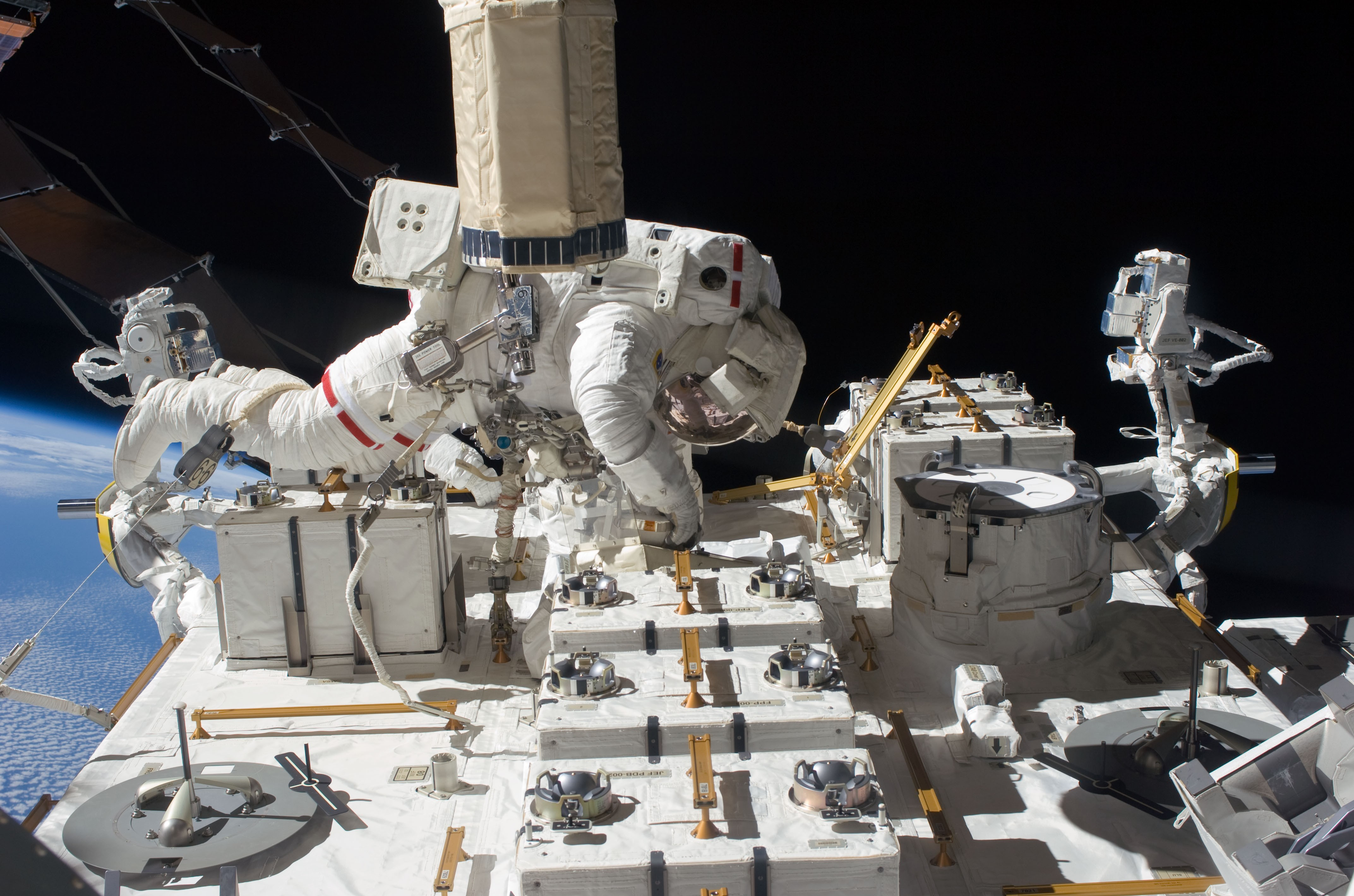
Marshburn installerar videokameror på terrassen under EVA 5.
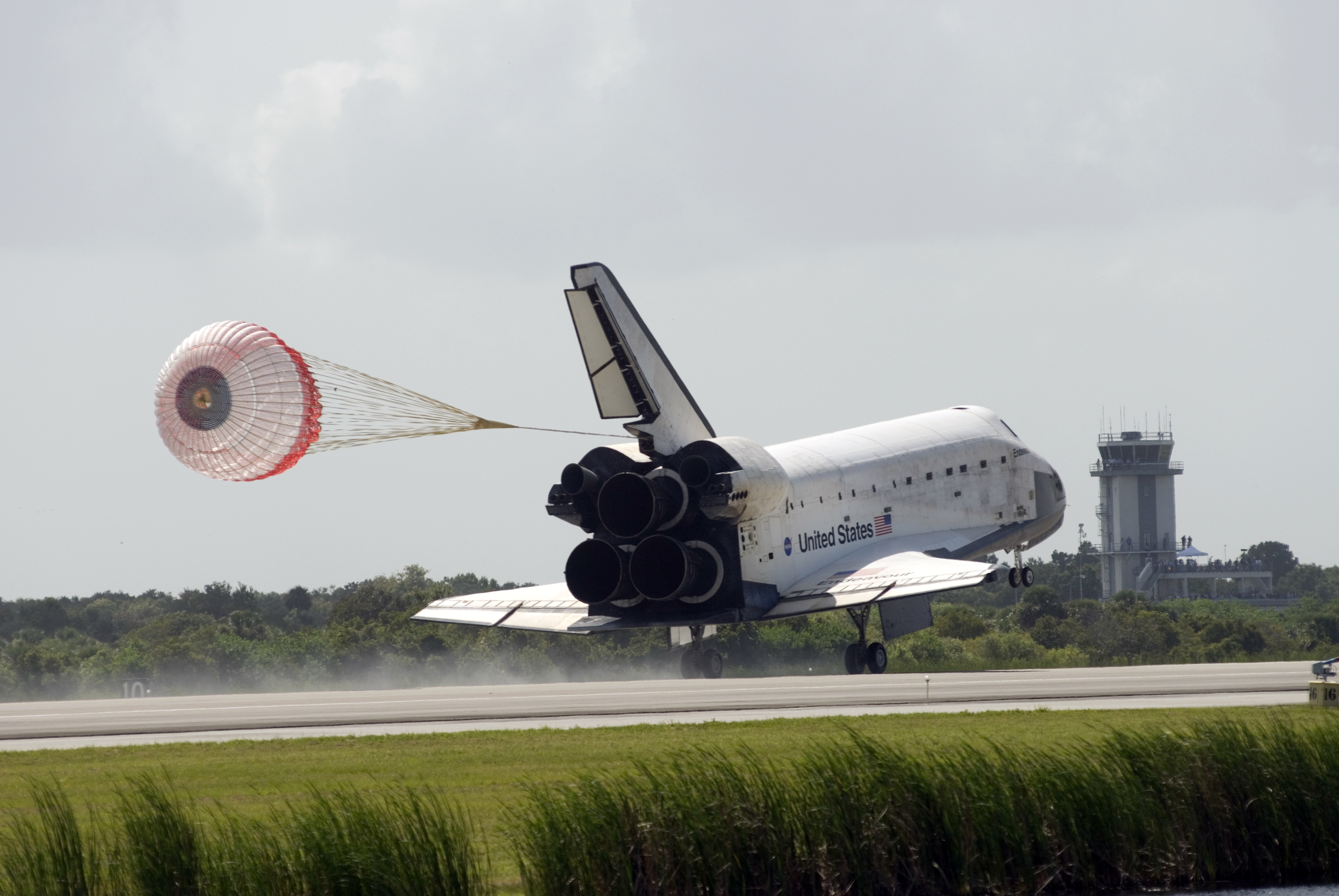
Endeavour landar på Kennedy Space Center.